# یواس‌اس نشوبا (ای‌پی‌ای-۲۱۶)

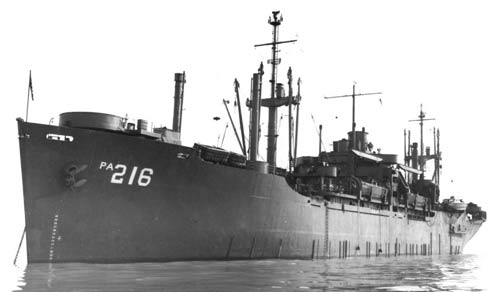
کشتی یو‌اس‌اس نشوبا (ای‌پی‌ای-۲۱۶) در حدود سال ۱۹۴۵

یواس‌اس نشوبا (ای‌پی‌ای-۲۱۶) (به انگلیسی: USS Neshoba (APA-216)) یک کشتی بود که طول آن ۴۵۵ فوت (۱۳۹ متر) بود. این کشتی در سال ۱۹۴۴ ساخته شد.